# Miss Kazakistan

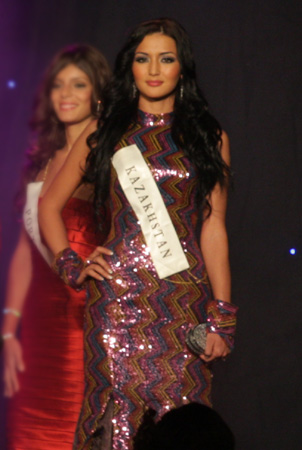
Alfina Nassyrova, Miss Kazakistan 2008.

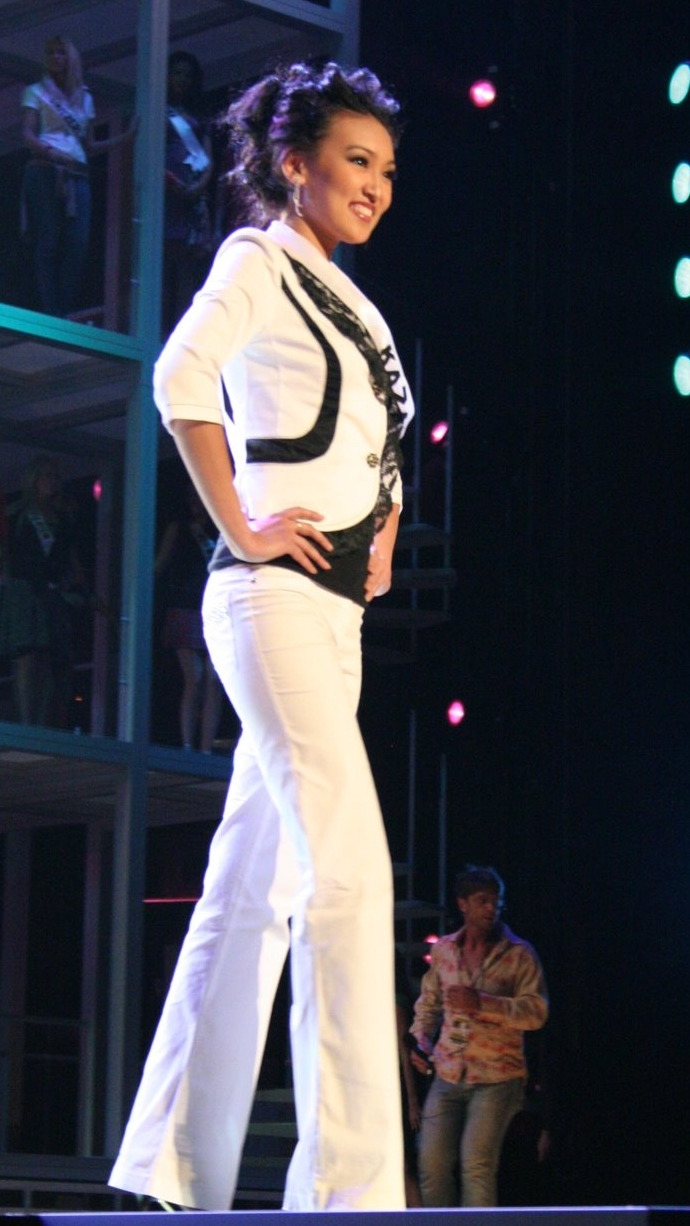
Gauhar Rakhmetalieva, Miss Kazakistan 2007.

Miss Kazakistan (Мисс Казахстан) è un concorso di bellezza femminile che si tiene annualmente in Kazakistan. La vincitrice del concorso rappresenta il proprio paese nei concorsi di bellezza internazionali come Miss Universo (la vincitrice), Miss Mondo (la seconda classificata). Il concorso è stato fondato nel 1997 dalla Agency San Bell, ed è organizzato con il supporto del ministero della Cultura.

## Albo d'oro
| Anno | Nome                  | Nome in russo        |
| ---- | --------------------- | -------------------- |
| 1997 | Džamilia Bisembayeva  | Джамиля Бийсембаева  |
| 1998 | Dana Tolesh           | Дана Толеш           |
| 1999 | Assel Issabayeva      | Асель Исабаева       |
| 2000 | Margarita Kravcova    | Маргарита Кравцова   |
| 2001 | Gulmira Mahambetova   | Гульмира Махамбетова |
| 2002 | Olga Sidorenko        | Ольга Сидоренко      |
| 2003 | Saule Žunusova        | Сауле Жунусова       |
| 2004 | Aleksandra Kazakova   | Александра Казакова  |
| 2005 | Dina Nuraljeva        | Дина Нуралиева       |
| 2006 | Gaukhar Rachmetalieva | Рахметалиева Гаухар  |
| 2007 | Alfina Nasyrova       | Aльфина Haccыpoва    |
| 2008 | Olga Nikitina         | Ольга Никитина       |
| 2009 | Symbat Madyarova      | Сымбат Мадьярова     |
| 2010 | Žanna Žumalijeva      | Жанна Жумалиева      |
| 2011 | Aynur Toleuova        | Айнур Толеува        |
| 2012 | Žazira Nurimbetova    | Жазира Нурымбетова   |
| 2013 | Aiday Isaeva          | Айдай Исаева         |
| 2014 | Regina Vandysheva     | Регина Вандышева     |
| 2015 | Aliya Mergenbayeva    | Алия Мергенбаева     |
| 2016 | Gulbanu Azimkhanova   | Гульбану Азимханова  |

## Rappresentanti del Kazakistan per concorsi internazionali

### Rappresentanti per Miss Universo
| Anno | Nome                   | Piazzamento |
| ---- | ---------------------- | ----------- |
| 2006 | Dina Nuraliyeva        |             |
| 2007 | Gaukhar Rakhmetaliyeva |             |
| 2008 | Alfina Nasyrova        |             |
| 2009 | Olga Nikitina          |             |
| 2010 | Asel Kuchukova         |             |
| 2011 | Valeriya Aleinikova    |             |
| 2012 | Žazira Nurimbetova     |             |
| 2013 | Aygerim Kozhakanova    |             |
| 2014 | Aiday Isaeva           |             |

### Rappresentanti per Miss Mondo
| Anno | Nome                | Piazzamento | Premio                    |
| ---- | ------------------- | ----------- | ------------------------- |
| 1998 | Anna Kirpota        |             |                           |
| 1999 | Asel' Isabayeva     |             |                           |
| 2000 | Margarita Kravtsova | Top 5       | Best World Dress Designer |
| 2002 | Olga Sidorenko      |             |                           |
| 2003 | Saule Zhunusova     |             |                           |
| 2004 | Aleksandra Kazakova |             |                           |
| 2006 | Sabina Chukayeva    |             |                           |
| 2007 | Dana Kaparova       |             |                           |
| 2008 | Alfina Nasyrova     | Top 15      |                           |
| 2009 | Dina Nuraliyeva     | Top 16      |                           |
| 2010 | Asel' Kuchukova     |             |                           |
| 2011 | Žanna Žumalijeva    | Top 15      | Miss World Top Model      |
| 2012 | Yevgeniya Klishina  |             |                           |
| 2013 | Aynur Toleuova      |             |                           |
| 2014 | Madina Davletova    |             |                           |

### Rappresentanti per Miss International
| Anno | Nome               | Piazzamento |
| ---- | ------------------ | ----------- |
| 2005 | Antonceva Segeevna |             |

### Rappresentanti per Miss Terra
| Anno | Nome                 | Piazzamento                  | Premio           |
| ---- | -------------------- | ---------------------------- | ---------------- |
| 2001 | Margarita Kravtsova  | 3ª classificata (Miss Acqua) | Best in swimsuit |
| 2007 | Zhazira Nurkhodjaeva |                              |                  |
| 2013 | Kumis Bazarbayeva    |                              |                  |
| 2014 | Assel Zholdassova    |                              |                  |